# دوغ لوي
دوغ لوي (بالإنجليزية: Doug Lowe)‏ هو سياسي أسترالي، ولد في 15 مايو 1942 في هوبارت في أستراليا. حزبياً، نشط في حزب العمال الأسترالي. وقد انتخب عضو المجلس التشريعي التاسماني ‏ عن دائرة باكنغهام (24 مايو 1986 – 2 مايو 1992) وانتخب عضو مجلس نواب تسمانيا عن دائرة Division of Franklin (state) ‏ (10 مايو 1969 – 8 فبراير 1986) وانتخب Premier of Tasmania ‏ (1 ديسمبر 1977 – 11 نوفمبر 1981).